# Parafia św. Michała Archanioła w Połajewie
Parafia pw. św. Michała Archanioła w Połajewie - rzymskokatolicka parafia w dekanacie czarnkowskim obejmująca terytorialnie wieś Połajewo oraz Jakubowo, Krosin, Krosinek, Lisia Góra, Piotrowo, Połajewice, Połajewko, Przybychowo, Radom.